# صموئيل د. ماكسويل
صموئيل د. ماكسويل (بالإنجليزية: Samuel D. Maxwell)‏ هو سياسي أمريكي، ولد في 19 فبراير 1803، وتوفي في 3 يوليو 1873. حزبياً، نشط في الحزب الجمهوري.